# コンツェビッチ不変量
数学の結び目理論においてコンツェビッチ不変量(Kontsevich invariant)又はコンツェビッチ積分（Kontsevich integral）とは、反復積分によって定義される結び目または絡み目の不変量である。全ての有限型不変量、特に量子不変量はコンツェビッチ不変量から復元されるため、普遍量子不変量と呼ばれることもある。
1990年代初頭にマキシム・コンツェビッチが定義した。
この項では関連する概念としてヤコビ図についても述べる。

## ヤコビ図とコード図

### 定義

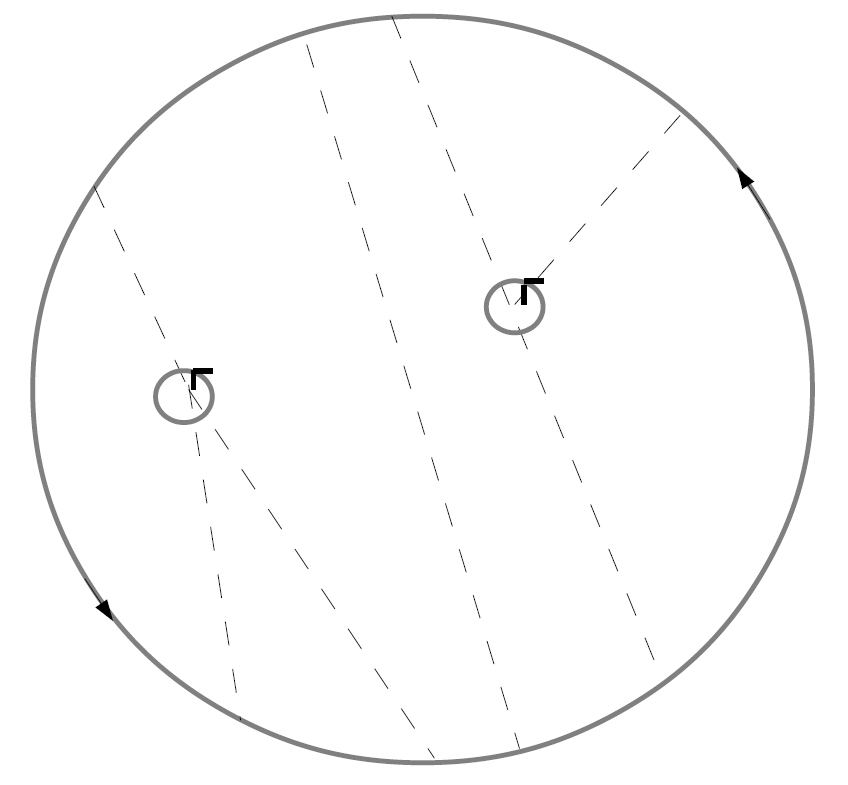
ヤコビ図の例

X を円（ 1次元多様体の例）とする。オーダー n のヤコビ図(Jacobi diagram) G とは、右の図の例のような 2n 個の頂点を持ち、部分グラフとして円(external circle)をひとつ持ち、それ以外の円の内部にもグラフ(inner graph)を持ち、次の条件を満たすグラフのことをいう。
1. 外部の円にのみ向きが付いている。
2. 頂点には、1 もしくは、3 の値が割り付けられている。内部グラフの次数 3 の頂点は接続する 3つの辺に時計方向、反時計方向に順序が対応している。次数 1 の頂点には、重複しないように外部の円に接続されていて、順序は外部の円により与えられる。

G の辺をコード(chord)と呼ぶ。このヤコビ図全体から生成される可換群を以下の関係式で割った空間を {\displaystyle A(X)} と書く。
(AS 関係式) +=0
(IHX 関係式) =-
(STU 関係式)=-
(FI 関係式)=0
図中で、実線の矢印は外部の円 X の一部を表し、破線はコードを表す。
3 の値を持つ頂点を持たないヤコビ図を、特にコード図(chord diagram)と呼ぶ。グラフ G の各連結成分が 3 の頂点を持つとき、STU 関係式を繰り返し適用してヤコビ図をコード図に変形することができる。コード図だけを考えるときには、上記の四種類の関係式は次の二つの関係式として表される。
(四項関係式)-+-=0
(FI 関係式)=0

### 性質
- 一価の頂点数と三価の頂点数の和の 1/2 によってヤコビ図の次数が定義される。これはヤコビ図をコード図に変形した際のコードの本数を表している。
- タングルと同様に、上下方向への積み重ねを合成とし、並置をテンソル積としてモノイド圏をなす。
  - 特に {\displaystyle X} が線分 {\displaystyle I} であるとき、 {\displaystyle A(X)} は可換代数をなす。また、{\displaystyle A(S^{1})} を連結和を積とする代数とみると {\displaystyle A(I)} と同型である。
- 次のウェイトシステムの節でも説明するように、ヤコビ図はリー代数から生成されるテンソル代数の表現を抽象化したものと見ることができる。これにより、ホップ代数の余積、余単位、対蹠によく似た操作を定めることができる。
- 結び目の有限型不変量とコード図は密接に関係し、S1 上の m 次のコード図から特異結び目を構成することができる。実際、あるコードの両端が十分に近いところを通るような S1 の埋め込みのコピーを二つ用意し、片方を交差交換して残りのものと差をとると特異点ができるので、全てのコードに対しても同様の操作を行えばよい。このような特異結び目は複数存在するが、それらは m+1 次の特異結び目を法として同値である。即ち n 次の特異結び目から生成される空間を Kn と書くことにすると、Km/Km+1 の元を一意に定める。

### ウェイトシステム
ヤコビ図に数を対応させる写像をウェイトシステムと呼ぶ。この対応をヤコビ図の空間 {\displaystyle A(X)} 上に拡張したものも同じ名前で呼ぶ。
- 特に、半単純リー代数 g とその表現 ρ を固定したとき、ヤコビ図のコードに g の不変テンソルを「代入」し、ヤコビ図の台となる多様体 X に ρ を「代入」することでウェイトシステムが得られる。
  - ヤコビ図の 3価の頂点がリー代数のブラケット積、 実線の矢印がρの表現空間、それに接続する1価の頂点がリー代数の作用とみなせる。
  - IHX 関係式、STU 関係式はそれぞれヤコビ恒等式と表現の定義(ρ([a,b])v=ρ(a)ρ(b)v-ρ(b)ρ(a)v)に対応する。
- アレクサンダー多項式とジョーンズ多項式の係数を関係付ける、メルビン-モートン予想の解決に本質的な役割を演じた[1]。

### 歴史
ヤコビ図は 1990年代前半にコンツェビッチが反復積分による結び目の不変量を定義したときにファインマン図の類似として導入された。その際、特異結び目の特異点の引き戻しを弦(chord)で表し、即ちコード図のみを扱っていた。その後バル-ナタンが 1-3-価グラフとして定式化し、代数的な性質を調べた。彼の論文では「漢字図」(chinese character diagram)と呼ばれている箇所がある。その後コード図、ウェブ図、ファインマン図などと複数の呼称が用いられたが 2000年頃からヤコビ図(Jacobi diagram)という呼称が一般的になっている。これは、IHX 関係式がリー代数のヤコビ恒等式に相当することに由来する。
1990年代後半にグサロフと葉廣和夫が独立に定義したクラスパーによってさらに一般的な見地から解釈されている。

## コンツェビッチ不変量

### 定義
K を三次元空間 C× R に埋め込まれたモース結び目とする。つまり、K を S1 から C× R への写像 s → (z (s), h (s)) と書いたとき、h の臨界点は全て孤立しているとする。さらに、h の一つの臨界値に対して、その逆像は一点から成るとする。

#### 積分による定義
次の式で定義される無限級数 Z (K) を結び目 K のコンツェビッチ積分、あるいはコンツェビッチ不変量という。
{\displaystyle Z(K)=\sum _{m=0}^{\infty }{\frac {1}{(2\pi {\sqrt {-1}})^{m}}}\int _{-\infty <t_{1}<t_{2}<\dots <t_{m}<\infty }\sum _{p\in P}(-1)^{\sharp p\downarrow }D_{p}\wedge _{i=1}^{m}{\frac {dz_{i}-dz_{i}^{\prime }}{z_{i}-z_{i}^{\prime }}}}
ここで
- C×{ ti } と K の共通部分から二点 zi と z' i を選んで組にする。このような組の列 {(zi , z' i)}i = 1,2,...,m 全てからなる集合が P。
- #p↓ は p に現れる 2m 個の点のうち、そこで K が下向きになっているものの個数である。
- Dp は p の各点 (zi , z' i ) の逆像から得られるコード図。

右辺に現れる微分形式は KZ方程式に由来するものである。KZ方程式は配置空間に平坦な接続を定め、配置空間内のループ(=組み紐)に沿った積分はループの微小変形で値を変えない。このことがコンツェビッチ積分が不変量であることに寄与している。

#### 組み合わせ的な定義
K を幾つかの水平面 C×{ti } で分割する。このとき、切断面において K の切り口は実軸上に並んでいるとして構わない。すると、K はタングルに対する合成とテンソル積を繰り返してできていると考えることができる。
K を構成する基本的要素に対しては、以下のようにコンツェビッチ不変量 Z を定める。
- Z () = ()·et/2, Z () = ()·e-t/2。ここで t は水平な一本のコードだけを持つコード図で、ex は形式的な指数写像。
- Z() =  {\displaystyle \sharp } U-1/2, Z() =  {\displaystyle \sharp } U-1/2。ここで U は極大点と極小点をそれぞれ二つもつ自明な結び目のコンツェビッチ不変量で {\displaystyle \sharp } は連結和。
- Z() は直接コンツェビッチ積分を計算することで得られる。この値を Φ と表記すると、 Z() = Φ-1。

そして、合成とテンソル積に対しては以下のようにコンツェビッチ不変量を定める。
- Z(s·u)=Z(s)·Z(u)。
- Z(s ⊗ u)=Z(s) ⊗ Z(u)。

通常のタングルとは異なり、隣り合う端点との距離が等しいことを仮定しないことに注意すべきである(これにより、ここで扱うようなタングルを非結合的タングル、準タングルと呼ぶこともある)。準タングルはモノイド圏を成すが、モノイド積に関して (a ⊗ b)⊗ c = a ⊗ (b ⊗ c) は成立しない。Φ はこの両辺の間の同型を与え、五角関係式(モノイド圏のコヒーレンス条件)をみたす。Φ(またはリー代数由来のウェイトシステムによる像)をドリンフェルト・アソシエータ と呼ぶこともある。上記の U や Φ は無限級数であり、一般の結び目に対する Z の値を求めることは低次の項を除いて非常に難しい。

### 性質
- 0次のヤコビ図は一種類しかないことから、コンツェビッチ不変量の 0次の値は結び目の交差交換で不変である。このことからコンツェビッチ不変量の係数自身が有限型不変量になる。
  - 特に二次の係数は本質的にアレクサンダー-コンウェイ多項式である。
- 結び目に対するコンツェビッチ不変量の値は群的である。即ち、余積をΔで表すと Δ(Z ( K )) =Z ( K ) ⊗ Z ( K ) を満たす。これにより、ある {\displaystyle A(S^{1})} の元 z( K ) が存在して Z ( K ) = exp (z (K )) と書ける。z ( K ) に現れるヤコビ図はすべて、幾つかの連結なループと {\displaystyle S^{1}} に接続するための「足」からなるので、z ( K ) のことをループ展開と呼ぶ。
- 結び目の完全不変量だと予想されている。

### 有限型不変量に対する普遍性
次数 m の有限型不変量 v から m 次のヤコビ図に対するウェイトシステム Wv を構成することができ、一方ウェイトシステム W に対して、 W·Z の m 次の係数は m 次の有限型不変量である。コンツェビッチ不変量は m 次の有限型不変量の空間と m 次のヤコビ図に対するウェイトシステムの空間の間の同型対応を与える(実際には商空間の間の同型となる。)。
- sl2 から定まるウェイトシステムからはジョーンズ多項式の係数、sln の場合はホンフリー多項式の係数が導かれる。

### 歴史
コンツェビッチ不変量はまずコンツェビッチによって反復積分の形で定義された。しかしその定義から、結び目を水平線で幾つかの部分に分割し、部分ごとに不変量の値を求めてもよいことが容易にわかる。実際、レ(Le) と村上順は、結び目の生成系であるタングルを準タングルに拡張し、生成元ごとにコンツェビッチ不変量の値を計算することで組み合わせ的な定義を得た。同時に彼らは紐のねじれ(framing)に対応するコンツェビッチ不変量の値も定式化し、三次元多様体に対する普遍量子不変量への道を開いた(技術的な要請から、反復積分による定義ではヤコビ図(正確にはコード図)に FI 関係式が必要で、紐のねじれの情報は値に反映されなかった)。
コンツェビッチ不変量は本質的に無限級数であるため、その値を決定することは非常に難しい。実際自明な結び目に対する値が決定されたのはにおいてである。